# Corey Vanular
Corey Vanular (ur. 26 grudnia 1987 r.) – kanadyjski narciarz, specjalista narciarstwa dowolnego. Jego największym sukcesem jest brązowy medal w halfpipe'ie wywalczony podczas mistrzostw świata w Ruka. Nigdy nie startował na igrzyskach olimpijskich. Najlepsze wyniki w Pucharze Świata osiągnął w sezonie 2003/2004, kiedy to zajął 17. miejsce w klasyfikacji generalnej, a w klasyfikacji halfpipe'a był siódmy.

## Osiągnięcia

### Mistrzostwa świata
| Miejsce | Dzień    | Rok  | Miejscowość | Konkurencja | Zwycięzca         |
| ------- | -------- | ---- | ----------- | ----------- | ----------------- |
| 3.      | 17 marca | 2005 | Ruka        | Halfpipe    | Mathias Wecxsteen |

#### Miejsca w klasyfikacji generalnej
- sezon 2003/2004: 17.

#### Miejsca na podium
Vanular nigdy nie stawał na podium zawodów Pucharu Świata.